# Exeter (Kalifornia)
Exeter város az USA Kalifornia államában, Tulare megyében. Lakosainak száma 10 321 fő (2020. április 1.).

## Népesség
A település népességének változása:
| Lakosok száma | 1852 | 10 334 | 10 321 |
|               | 1920 | 2010   | 2020   |